# Briony McRoberts
Briony McRoberts (* 10. Februar 1957 in Welwyn Garden City, Hertfordshire; † 17. Juli 2013 in Fulham, London) war eine britische Schauspielerin in Film, Fernsehen und dem Theater. Sie spielte in den Kinoproduktionen Inspector Clouseau – Der beste Mann bei Interpol und Split – Edge of Sanity.

## Leben und Karriere
Briony McRoberts, geboren 1957 in Welwyn Garden City, in der Grafschaft Hertfordshire, begann ihre Fernsehkarriere 1970 mit der Rolle der Anna in der britischen komödiantischen TV-Serie Bachelor Father die sie bis 1971 in neunzehn Episoden verkörperte. 
Einer ihrer frühen Schauspielrollen kam 1976, als sie der Regisseur Blake Edwards im Alter von neunzehn Jahren für seine Inspektor-Clouseau-Filmreihe in dem Part der Margo Fassbender in dem Teil Inspector Clouseau – Der beste Mann bei Interpol verpflichtete. Ihre zweite Rolle in einer Kinoproduktion spielte sie 1989 in Gérard Kikoïnes Horrorthriller Split – Edge of Sanity, in den Hauptrollen prominent besetzt mit Anthony Perkins und Glynis Barber. In den 1990er Jahren sah man sie in der Rolle der Sam Hagen in der Serie Take the High Road in insgesamt dreiunddreißig Episoden. Ihre letzte Fernsehrolle hatte sie 2005 in der Serie The Bill.
McRoberts trat während ihrer Karriere in mehr als fünfzehn bekannten britischen Fernsehserien auf, darunter in Bachelor Father (1970–1971), The Crezz (1976), Malice Aforethought (1979), Sink or Swim (1982), Die Profis (1983), Mr. Palfrey of Westminster (1984–1985) oder Take the High Road (1992–2000).
Auf der Bühne hatte sie zahlreiche Auftritte im Londoner West End, darunter die Rolle der Wendy Darling in dem Peter Pan-Stück im Shaftesbury Theatre im Jahr 1980, ferner spielte sie im Musical Maggie, ebenfalls im Shaftesbury Theatre und in der Aufführung von Charleys Tante am Aldwych Theatre im Jahr 1983.
Briony McRoberts starb am 17. Juli 2013 im Alter von 56 Jahren, nachdem sie in der Station Fulham Broadway von einem Zug der London Underground erfasst worden war.
Sie war mit dem britischen Schauspieler David Robb verheiratet.

## Filmografie (Auswahl)

### Kino
- 1976: Inspector Clouseau – Der beste Mann bei Interpol (The Pink Panther Strikes Again)
- 1989: Split – Edge of Sanity (Edge of Sanity)

### Fernsehen
- 1970–1971: Bachelor Father (Fernsehserie, neunzehn Episoden)
- 1972: The Man Outside (Fernsehserie, eine Episode)
- 1973: Comedy Playhouse (Fernsehserie, eine Episode)
- 1975: Rooms (Fernsehserie, zwei Episoden)
- 1976: Peter Pan (Fernsehfilm)
- 1976: The Crezz (Fernsehserie, sechs Episoden)
- 1978: Strangers (Fernsehserie, eine Episode)
- 1979: Malice Aforethought (Fernsehserie, zwei Episoden)
- 1979: Butterflies (Fernsehserie, eine Episode)
- 1981: Diamonds (Fernsehserie, eine Episode)
- 1982: Sink or Swim (Fernsehserie, vier Episoden)
- 1982: The New Adventures of Lucky Jim (Fernsehserie, eine Episode)
- 1983: Die Profis (Fernsehserie, eine Episode)
- 1984–1985: Mr. Palfrey of Westminster (Fernsehserie, zehn Episoden)
- 1989: Brush Strokes (Fernsehserie, eine Episode)
- 1991: Screen Two (Fernsehserie, eine Episode)
- 1992–2000: Take the High Road (Fernsehserie, dreiunddreißig Episoden)
- 1999: Harry and the Wrinklies (Fernsehserie, eine Episode)
- 2000: Doctors (Fernsehserie, eine Episode)
- 2000: Taggart (Fernsehserie, eine Episode)
- 2002: Heartbeat (Fernsehserie, eine Episode)
- 2005: The Bill (Fernsehserie, eine Episode)